# عربسات-A1
عربسات-A1 (بالإنجليزية: Arabsat-1A)‏ كان قمر الاتصالات السعودي الذي كان يديره عربسات. والذي يستفيد من خدماتها ملايين المنازل في أكثر من 100 بلدًا في جميع أنحاء الشرق الأوسطو أفريقيا وأوروبا، كما تلعب دور كبير في تقديم مجموعة كاملة من خدمات البث الفضائي والإذاعي، والاتصالات السلكية واللاسلكية وخدمات النطاق العريض وحلول شبكات نقل البيانات المتقدمة والاتصالات متعددة القنوات والوصول للإنترنت للكيانات الحكومية والجهات التجارية. تم إنشاؤه بواسطة إيروسباسيال، استنادًا إلى الحافلة الفضائية 100. عند الإطلاق، كانت الكتلة تبلغ 1170 كجم (2,580 رطل)، وعمر تشغيلي متوقع يبلغ سبع سنوات.
تم إطلاق عربسات -A1 من قبل إيروسباسيال باستخدام صاروخ آريان 3 الذي يطير من مركز جويانا للفضاء. تم الإطلاق في الساعة 23:22:00 بتوقيت جرينتش يوم 8 فبراير 1985. وكان أول قمر صناعي من طراز حافة الفضاء يتم إطلاقه. مباشرة بعد الإطلاق، فشلت إحدى لوحاتها الشمسية في الانتشار، مما أدى إلى انخفاض الأداء. تم وضعه في مدار متزامن مع الأرض على خط طول 19 درجة شرقًا. بعد سلسلة من أعطال جيروسكوب، تم سحبها من الخدمة النشطة، وظلت تعمل كنسخة احتياطية. في سبتمبر 1991، نشأت مشكلة أخرى مع نظام التحكم في موقف المركبة الفضائية، وبدأت في الانجراف شرقًا. لقد فشلت تماما في مارس 1992.